# Atiqur Rahman Meshu
Atiqur Rahman Meshu (tiếng Bengal: আতিকুর রহমান মিশু; sinh ngày 26 tháng 8 năm 1988 ) là một cầu thủ bóng đá người Bangladesh thi đấu ở vị trí hậu vệ cho Brothers Union và Đội tuyển bóng đá quốc gia Bangladesh. Anh có thể thi đấu ở vị trí trung vệ hoặc hậu vệ phải. Tại Cúp Challenge AFC 2010, pha đánh đầu của anh chứng kiến Tajikistan đối mặt với thất bại đầu tiên trong lịch sử với Bangladesh.